# Baskaré
Baskaré est une localité située dans le département de Yako de la province du Passoré dans la région Nord au Burkina Faso.

## Économie
L'économie du village repose sur l'agriculture reposant sur l'exploitation du bas-fonds rizicole produisant du riz pluvial,.

## Santé et éducation
Le centre de soins le plus proche de Baskaré est le centre de santé et de promotion sociale (CSPS) de Tindila tandis que le centre médical avec antenne chirurgicale (CMA) de la province se trouve à Yako.